# Liang Wenfeng
Liang Wenfeng (chinois : 梁文锋 ; pinyin : Liáng Wénfēng), né en 1985, est un entrepreneur et homme d'affaires chinois, connu pour ses contributions significatives dans les domaines de la finance quantitative et de l'intelligence artificielle. Il est le cofondateur du fonds spéculatif quantitatif High-Flyer et le fondateur ainsi que le PDG de l'entreprise d'intelligence artificielle DeepSeek.

## Biographie

### Jeunesse et formation
Originaire de Zhanjiang, dans la province du Guangdong, il est élevé par des parents maîtres d'école. Liang a démontré dès son jeune âge une aptitude exceptionnelle pour les mathématiques.
Après avoir obtenu le meilleur score de sa ville au gaokao à l'âge de 17 ans,, il a poursuivi des études de premier et de deuxième cycle à l'Université de Zhejiang, où il a commencé à s'intéresser au trading quantitatif automatisé. Il en sort diplômé en ingénierie de l'information électronique et en informatique.

### Carrière
Il travaille dans plusieurs banques avant de fonder Jacobi en 2013, une société d'investissement qui a recours à des algorithmes IA. En 2015, Liang a cofondé High-Flyer, un fonds spéculatif quantitatif qui a rapidement atteint une gestion d'actifs de plus de 8 milliards de dollars. En 2023, il quitte la finance et fonde DeepSeek, une entreprise d'intelligence artificielle qui a attiré l'attention internationale en développant des modèles linguistiques puissants avec une utilisation réduite de puces Nvidia par rapport à ses concurrents américains. Cette innovation a remis en question la nécessité d'une infrastructure informatique étendue pour l'IA et a eu un impact notable sur la valeur marchande de Nvidia.
Il fait da première apparition dans les médias le 20 janvier 2025 dans le journal officiel national. Il est en effet reçu par le premier ministre chinois, Li Qiang, avec d'autres experts.

## Impact
Liang Wengeng aspire à atteindre une intelligence artificielle générale, visant à éliminer les facteurs humains dans les calculs. Malgré les tensions technologiques croissantes entre les États-Unis et la Chine, il reste concentré sur son travail, évitant les feux de la rampe. Ses réalisations sont particulièrement célébrées dans sa ville natale, Mililing, Guangdong, où il est considéré comme une source d'inspiration, symbolisant le succès rural et l'avancement technologique, mais aussi la méritocratie rouge par son parcours.
Liang Wenfeng est salué en Chine pour ses contributions à l'innovation technologique, représentant une nouvelle génération de leaders technologiques chinois qui défient les normes établies et redéfinissent le paysage de l'intelligence artificielle.